# Bryodema nigripennis
Bryodema nigripennis är en insektsart som beskrevs av Leo L. Mishchenko och Andrej Vasiljevitj Gorochov 1989. Bryodema nigripennis ingår i släktet Bryodema och familjen gräshoppor. Inga underarter finns listade i Catalogue of Life.